# 기장디지털도서관
기장디지털도서관은 부산광역시 기장군에 있는 도서관이다.
2022년 기장군청사 조직업무 환경개선을 위해 폐관되었다.

## 연혁
- 2011. 03. 23 기장군디지털교육정보센터 착공
- 2011. 07. 03 기장군디지털교육정보센터 준공
- 2011. 07. 15 기장군디지털교육정보센터 개관
- 2016. 03. 29 기장디지털도서관으로 명칭 변경
- 2016. 04. 12 기장디지털도서관 공공도서관 등록
- 2022. 10. 14 기장디지털도서관 폐관